# 多田文明
多田 文明（ただ ふみあき、1965年3月31日 - ）は日本のルポライター、ジャーナリスト。詐欺・悪質商法評論家、キャッチセールス評論家、悪質商法コラムニスト、潜入ルポライターなどの肩書で知られる。宮城県仙台市出身、日本大学法学部卒業。ウインドイン所属。
1987年から1996年まで世界平和統一家庭連合（旧統一教会）の信者として活動した経験を持つ。この体験をもとに、教団問題や社会に広がる詐欺・悪質商法・カルトの手口を調査し、被害防止のための啓発活動や講演、執筆を行っている。街頭でのキャッチセールスやアポイントメントセールスなど100カ所以上の現場に自ら潜入取材した経験を持ち、2001年から2002年にかけて雑誌で潜入ルポを連載、2005年に著書『ついていったら、こうなった』を出版。同書はベストセラーとなり、テレビ番組化もされた。また、消費者被害やマインドコントロールの実態にも詳しく、メディア出演や講演など幅広く活動している。2017年・2018年には消費者庁「若者の消費者被害の心理的要因からの分析に係る検討会」委員も務めた。
著書に『信じる者は、ダマされる。：元統一教会信者だから書けた「マインドコントロール」の手口』『人の心を操る 悪の心理テクニック』などがある。

## 略歴・人物
宮城県仙台市出身。宮城県仙台第三高等学校、日本大学法学部卒業。

### 統一教会信者として
1987年、大学4年生の時に友人から「バレーボールに来ないか」と誘われたことがきっかけで、世界平和統一家庭連合（旧統一教会）に入信した。最初は宗教団体であることを伏せられ、スポーツや自己啓発、聖書の学びなどを通じて段階的に教義を刷り込まれた。入信後は、街頭での勧誘活動や献金活動に従事した。駅前などで「姓名判断しませんか」と声をかけ、占いを装って信者を勧誘する役割も担った。大学卒業後は企業に就職したが、給料で教団指定の商品（着物や印鑑、絵画など）を購入し、多額のローンも組んだ。その後、全財産を教団に献げて「献身」し、やがて研修の講師役も務めた。教団内では「人間は全員が堕落人間であり、神の子にならないと地獄に落ちる」などの教義が強調され、信者は高額な献金や物品購入を求められた。
1992年には教団が主催する合同結婚式に参加し、教祖が決めた相手と前日に初めて会い、結婚式に出席した。教団の教えに従わなければ地獄に落ちると信じ込まされ、拒否できなかった。
1996年、伝道活動で帰省した際に家族や親族と話し合いの場を持ったことがきっかけで、信者として活動することで家族を苦しめている現実や、教義と現実の矛盾に気づき、約10年で教団を離れた。
1999年には、実態を隠した勧誘や精神的苦痛などを理由に教団を相手取って損害賠償請求訴訟を起こし、最高裁でも勝訴した。以降、率先して信者だったことを公表することはなかったが、安倍晋三銃撃事件を機に改めて語るようになった。「多額の献金や霊感商法などの問題がいまだに存在することが明らかになった。元信者たちが声を上げやすい環境を作らないと、問題は解決しない」と述べている。

### 評論家・ルポライターとして
脱会後、自身の体験をもとに、詐欺や悪質商法、カルト問題の啓発活動を開始した。「人をだましてお金をむしり取る行為は許されない。まずは身の回りの悪質商法の手口を明かし、知ってもらって身を守ってもらいたい」という思いが活動の原点となった。
2001年から2002年夏までマガジンハウス社の雑誌「ダカーポ」で悪質商法に誘われたらついていく「誘われてフラフラ」を連載し、その経験をきっかけにキャッチセールス評論家としての活動を本格化させた。街頭でのキャッチセールスやアポイントメントセールスなど、100件以上の現場に自ら潜入取材し、その体験をもとに執筆した2005年の著書『ついていったら、こうなった』はベストセラーとなった。同書は2007年から2011年にかけてフジテレビで特番化され、第8弾まで放送され、本人も監修・出演した｡
詐欺・悪質商法の手口、詐欺師の心理術、マインドコントロールや洗脳、カルト集団事情にも精通し、これらの知識・経験を活かしてテレビ・ラジオ出演、新聞・雑誌連載、講演活動など幅広く活動している。
2017年・2018年には消費者庁「若者の消費者被害の心理的要因からの分析に係る検討会」委員も務めた。

## 主な著書
- 『ついていったら、こうなった キャッチセールス潜入ルポ』彩図社、2003年11月。ISBN 4-88392-389-4。
- 『エキストラが見た芸能界の裏オモテ』彩図社、2004年3月。ISBN 4-88392-415-7。
- 『電話にでたらこぅなった！』ミリオン出版、2005年11月。ISBN 4-8130-2037-2。
- 『断る気さえ起こさせない交渉の技術 100%YESに誘導する裏心理テクニック』秀和システム、2005年12月。ISBN 4-7980-1208-4。
- 『なぜ、詐欺師の話に耳を傾けてしまうのか？』彩図社、2006年11月。ISBN 4-88392-567-6。
- 『ついていったら、だまされる』理論社〈よりみちパン！セ〉、2007年11月。ISBN 978-4-652-07830-3。
  - 『ついていったら、だまされる』イースト・プレス〈よりみちパン！セ〉、2012年7月。ISBN 978-4-7816-9050-6。再刊。
- 『マンガついていったらこうなった 悪徳商法潜入ルポ 実録コミック』イースト・プレス、2008年6月。ISBN 978-4-87257-814-0。原作。オカダシゲヒロ, 清野とおる, 村田らむほか作画。
- 『私をクレーマーと呼ばないで』アスキー・メディアワークス〈アスキー新書〉、2008年9月。ISBN 978-4-04-867358-7。
- 『だましの技術！』メディアファクトリー〈ナレッジエンタ読本〉、2009年1月。ISBN 978-4-8401-2640-3。ゆうきともとの共著。
- 『それでも会社を辞めますか？ 実録・40歳からの仕事選び直し』アスキー・メディアワークス〈アスキー新書〉、2009年2月。ISBN 978-4-04-867665-6。
- 『サギ師の手口 最新版 もうダマされない！』イースト・プレス、2009年5月。ISBN 978-4-7816-0136-6。監修。
- 『クリックしたら、こうなった』メディアファクトリー、2009年10月。ISBN 978-4-8401-3066-0。
- 『本当は怖い求人募集 やば～いカラクリ全部バラします』双葉社、2010年10月。ISBN 978-4-575-30259-2。
- 『崖っぷち「自己啓発修行」突撃記 ビジネス書、ぜんぶ私が試します！』中央公論新社〈中公新書ラクレ〉、2012年5月。ISBN 978-4-12-150416-6。
- 『おいしい話に、のってみた “問題商法"潜入ルポ』扶桑社、2012年9月。ISBN 978-4-594-06690-1。
- 『マンガついていったらこうなった 実録！悪徳商法潜入ルポ』イースト・プレス〈文庫ぎんが堂〉、2011年12月。ISBN 978-4-7816-7058-4。
- 『図解なぜ、詐欺師の話に耳を傾けてしまうのか？』彩図社、2013年1月。ISBN 978-4-88392-900-9。
- 『悪徳商法 わざと引っかかってみました』彩図社、2013年8月。ISBN 978-4-88392-940-5。
- 『迷惑メール、返事をしたらこうなった。詐欺&悪徳商法「実体験」ルポ』イースト・プレス、2013年11月。ISBN 978-4-7816-1092-4。
- 『あやしい求人広告、応募したらこうなった。 人気バイトの裏側「実体験」ルポ』イースト・プレス〈文庫ぎんが堂〉、2014年12月。ISBN 978-4-7816-7124-6。
- 『あなたはこうしてだまされる 詐欺・悪徳商法100の手口』産経新聞出版、2015年4月。ISBN 978-4-8191-1262-8。
- 『「絶対ダマされない人」ほどダマされる』講談社〈講談社＋α新書〉、2015年9月。ISBN 978-4-06-272911-6。
- 『ワルに学ぶ黒すぎる交渉術 相手を信じこませる最強の心理テクニック』プレジデント社、2016年9月。ISBN 978-4-8334-2189-8。
- 『迷惑メール、返事をしたらこうなった。 詐欺&悪徳商法「実体験」ルポ』イースト・プレス〈文庫ぎんが堂〉、2016年10月。ISBN 978-4-7816-7149-9。
- 『サギ師が使う人の心を操る「ものの言い方」』イースト・プレス〈イースト新書Q〉、2017年9月。ISBN 978-4-7816-8033-0。
- 『ワルの経済教室 地下経済の最新手口に学ぶ』彩図社、2018年9月。ISBN 978-4-8013-0328-7。
- 『だまされた！ 「だましのプロ」の心理戦術を見抜く本』方丈社、2019年3月。ISBN 978-4-908925-45-0。
- 『サギ師が使う交渉に絶対負けない悪魔のロジック術』イースト・プレス〈イースト新書Q〉、2021年5月。ISBN 978-4-7816-8072-9。
- 『信じる者は、ダマされる。：元統一教会信者だから書けた「マインドコントロール」の手口』清談社Publico、2022年10月。ISBN 978-4909979384。
- 『統一教会の元信者が明かすその手口と実態』アドレナライズKindle版、2024年4月
- 『人の心を操る 悪の心理テクニック』イーストプレス、2025年4月18日
- 『元信者が告発 統一教会解散命令の真実：政治の不作為がもたらした40年の闇』スマートブックスKindle版、2025年4月25日
- 『新興宗教ぶっちゃけ話 入信したら、こうなった。』清談社Publico、2025年8月

## テレビ、ラジオ出演
- 噂の!東京マガジン（TBS、2004年4月18日）
- ザ!情報ツウ（日本テレビ、2004年5月7日）
- スーパーJチャンネル（テレビ朝日、2004年8月18日）
- すっぴん（よみうりテレビ、2004年）
- ビーバップ!ハイヒール（朝日放送）
　2006年3月30日、11月16日、2008年12月、2012年11月と計4回出演
- ついていったらこうなった（フジテレビ）
　2007年7月14日、12月31日、2008年2月12日、10月14日、2009年3月26日、10月9日、
　2010年10月19日、2011年7月26日と、今まで放送分の全8回出演、監修も担当（回による）
- ぴーかんテレビ（東海テレビ）
　2008年1月7日、3月10日、2009年2月18日など数回出演
- おもいッきりイイ!!テレビ（日本テレビ、2008年4月22日）
- 新知識階級 クマグス（TBS）
　2010年1月8日、1月15日と計2回出演
- ホンマでっか!?TV（フジテレビ、2010年1月18日）
- コレってアリですか?（日本テレビ）
　2011年1月25日、3月1日と計2回出演
- ひるおび!（TBS、2011年3月3日、他）
- ザ・ベストハウス123（フジテレビ、2011年7月20日）
- HELLO WORLD (ラジオ番組)(J-WAVE、2011年7月28日、2012年10月26日)
- くだまき八兵衛X（テレビ東京、2012年2月23日）
- スーパーJチャンネル（テレビ朝日、2012年3月1日）
- アッコにおまかせ!（TBS、2012年3月4日　※パネルコメントのみ）
- ワイド!スクランブル（テレビ朝日、2012年3月2日、3月5日）
- モーニングバード!（テレビ朝日、2012年3月5日）
- やじうまテレビ!（テレビ朝日、2012年3月6日）
- キャスト (テレビ番組)（朝日放送、2012年3月9日　※パネルコメントのみ）
- ストライクTV（テレビ朝日、2012年4月2日）
- 山浦ひさしのトコトン!1スタ（テレビ愛知）
　2012年4月19日、6月29日と計2回出演
- 川中美幸 人・うた・心（文化放送、2012年5月27日）
- 見破れ!!トリックハンター3〜世界の超能力・マジック・犯罪・禁断のネタばらしSP〜（日本テレビ、2012年9月17日）
- 千原ジュニアのまぶしいチカラ（毎日放送、2012年9月19日）
- 松本ひでお 情報発見 ココだけ（ニッポン放送、2012年10月29日）
- 辛坊治郎ズーム そこまで言うか!（ニッポン放送、2012年12月8日）
- 見破れ!!トリックハンター〜超豪華!大トリック祭!今年最高のタネあかしBEST10（日本テレビ、2012年12月17日）
- たかじん胸いっぱい（関西テレビ、2012年12月22日）
- なんでも図解テレビ（テレビ朝日、2013年1月5日）
- 水トク! 実録アナタはこうしてダマされる!最凶サギの手口ワースト10（TBS、2013年1月30日、6月12日、2014年1月8日、3月26日）
- 情報プレゼンター とくダネ!（フジテレビ、2013年3月28日）
- まさかの共通10（テレビ朝日、2013年5月11日　※監修のみ）
- お笑いワイドショー マルコポロリ!（関西テレビ、2013年5月12日）
- 解禁!暴露ナイト（テレビ東京、2013年5月23日、8月15日、他）
- ノンストップ!（フジテレビ、2013年7月9日、9月18日、他）
- たけしのニッポンのミカタ!（テレビ東京、2013年7月19日）
- 水トク！ 実録こうしてアナタは狙われる！真夏の犯罪ワースト10（TBS、2013年7月31日）
- 見破れ!!トリックハンター〜最新最強世界中の超すごいトリック大収穫祭（日本テレビ、2013年9月23日）
- ビートたけしのTVタックル3時間SP（テレビ朝日、2013年12月18日）
- トリックハンター （日本テレビ、2014年7月23日、8月13日、10月1日）
- とんねるずのみなさんのおかげでした （フジテレビ、2014年9月18日、11月27日）
- 中居正広のミになる図書館 （テレビ朝日、2014年10月21日、10月22日）
- ニュースな晩餐会 （フジテレビ、2014年12月07日）

※他、様々なテレビ番組、ラジオ番組などにも多数出演。
- 荒川強啓 デイ・キャッチ!（TBSラジオ）内の『メキキの聞き耳』にも、2010年1月より2014年3月まで、ほぼ毎月出演していた。
- 大竹まこと ゴールデンラジオ!「大竹メインディッシュ」(文化放送　2016年12月27日)